# Verwaltungsgemeinschaft
Una Verwaltungsgemeinschaft (en plural: Verwaltungsgemeinschaften) és una entitat administrativa de dret públic, una mena de mancomunitat de serveis, que forma part de l'organització d'alguns dels estats alemanys com Baden-Württemberg, Baviera, Turíngia, Saxònia o Saxònia-Anhalt.
Les Verwaltungsgemeinschaften són formades per municipis d'un mateix districte, disposen d'una seu política i d'un president amb un títol que depèn de l'estat. La corporació assumeix determinades funcions i les exerceix per a tots els municipis membres de la mancomunitat. Els municipis no perden la seva independència, només transfereixen certes funcions a la mancomunitat. Els noms de les mancomunitats acostumen a fer referència a algun element natural del seu entorn.
Entre les atribucions de les Verwaltungsgemeinschaften hi ha el clavegueram, l'administració financera, la gestió dels cementiris o els bombers. També es poden fer càrrec de les escoles d'educació primària, del manteniment de les carreteres locals, del turisme o d'altres funcions que puguin ser transferides.
A l'estat de Turíngia a més de la formació de Verwaltungsgemeinschaften és possible que els municipis petits transfereixin la gestió d'algunes funcions a un municipi veí de mida més gran, de manera que el municipi més gran actua com una Verwaltungsgemeinschaft respecte del petit. En aquest cas el municipi que gestiona les funcions rep el nom de Erfüllende Gemeinde.